# Thevenetimyia longipalpis
Thevenetimyia longipalpis är en tvåvingeart som först beskrevs av Hardy 1921.  Thevenetimyia longipalpis ingår i släktet Thevenetimyia och familjen svävflugor. Inga underarter finns listade i Catalogue of Life.